# Paul Lacombe
Paul Frédéric Lacombe (Vénissieux, 12 giugno 1990) è un cestista francese.

## Carriera
Con la Francia ha disputato i Campionati mondiali del 2019.

## Palmarès
- Campionato francese: 3

ASVEL: 2008-09, 2020-21, 2021-22
- Coppa di Francia: 2

Strasburgo: 2014-15
ASVEL: 2020-21
- Leaders Cup: 3

ASVEL: 2010
Strasburgo: 2015
Monaco: 2018
- Match des Champions: 2

ASVEL: 2009
Strasburgo: 2015